# Shinji Murai
Shinji Murai (n. 1 decembrie 1979) este un fost fotbalist japonez.

## Statistici
| Japonia | Japonia | Japonia |
| An      | Meciuri | Goluri  |
| ------- | ------- | ------- |
| 2005    | 3       | 0       |
| 2006    | 2       | 0       |
| Total   | 5       | 0       |